# 王偡
王偡（1395年—？），字維翰，浙江台州府臨海縣人，明朝政治人物。

## 生平
浙江鄉試第四十五名。宣德五年（1430年）丁丑科進士第二甲第三十三名。官行在刑科給事中。正統元年（1436年），遭遇父喪，卻未及時上報，革職爲民。

## 家族
曾祖父王德集。祖父王谷平。父亲王彥禎。